# Caronte (astronomia)
Caronte, o (134340) Pluto I, è il più massiccio dei cinque satelliti naturali del pianeta nano Plutone. Ha un raggio medio di 606 km, e fu scoperto nel 1978 allo United States Naval Observatory (USNO) a Washington da James Christy, che analizzò alcune lastre fotografiche fatte presso l'osservatorio di Flagstaff (NOFS) in Arizona.
Con metà del diametro e un ottavo della massa di Plutone, Caronte è un satellite naturale piuttosto grande rispetto alle dimensioni del corpo madre, e la sua influenza gravitazionale è tale che il baricentro del sistema plutoniano si trova al di fuori di Plutone, e per questo motivo alcuni astronomi hanno definito il sistema Plutone-Caronte come un pianeta doppio.
La calotta bruno-rossastra, denominata "Mordor Macula", che ricopre il polo nord di Caronte è composta da toline, macromolecole organiche che possono essere ingredienti essenziali per lo sviluppo della vita. Le toline si sono prodotte a partire da metano, azoto e altri gas, i quali vengono rilasciati dall'atmosfera di Plutone e raccolti da Caronte.
L'unica sonda spaziale che ha visitato il sistema di Plutone è stata la New Horizons nel 2015, che si avvicinò a Caronte fino a 27.000 km di distanza.

## Osservazione
Le prime immagini sfocate che mostrano Plutone e Caronte risolti in dischi separati sono state riprese per la prima volta dal telescopio spaziale Hubble negli anni novanta, anche se all'inizio di quel decennio le immagini erano di scarsa qualità per via del difetto ottico dello specchio primario dell'Hubble. Con un primo aggiornamento della NASA a fine 1993 sulle ottiche del telescopio spaziale, nel 1994 l'immagine del sistema Plutone-Caronte era decisamente più nitida e una foto scattata nel 1994 dalla Faint Object Camera (FOC) dell'Hubble da una distanza di 4,4 miliardi di chilometri mostrava due dischi distinti e ben definiti. Successivamente, lo sviluppo dell'ottica adattiva ha permesso di risolvere Plutone e Caronte in dischi separati anche usando grandi telescopi a terra.

### Missioni spaziali
Nel giugno 2015, la navicella spaziale New Horizons ha catturato una serie di immagini consecutive del sistema Plutone-Caronte mentre si avvicinava a essi, che furono montate in un'animazione; era la migliore immagine di Caronte ottenuta a quella data. A luglio 2015, la New Horizons fece il suo approccio più vicino al sistema di Plutone, unico veicolo spaziale ad aver mai visitato e studiato Caronte. Lo scopritore della luna plutoniana, James Christy e i figli di Clyde Tombaugh, furono ospiti dell'Applied Physics Laboratory durante l'approccio più prossimo della sonda spaziale a Caronte.

## Scoperta

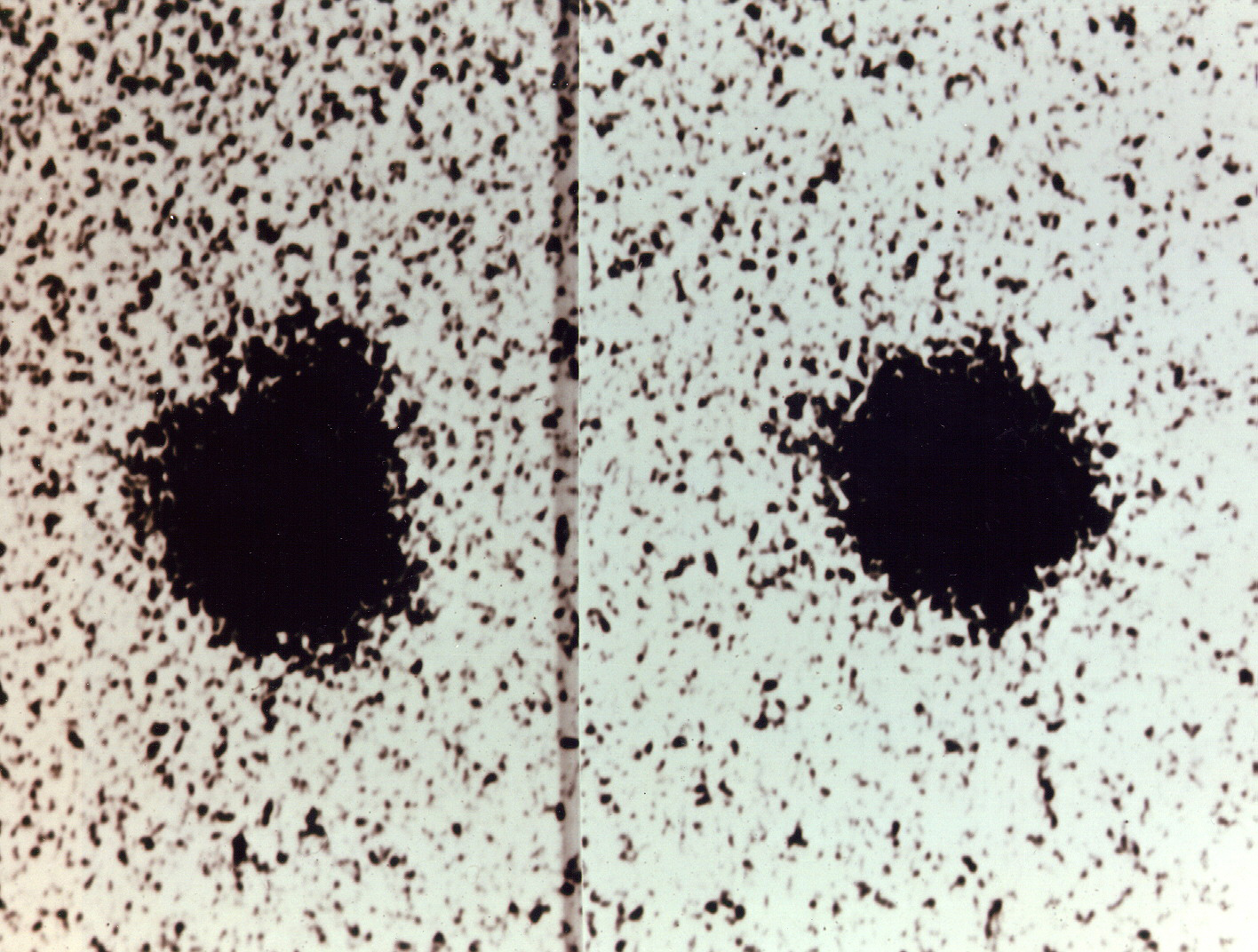
Le immagini che portarono alla scoperta di Caronte, dedotto dalla piccola protuberanza nella parte superiore di Plutone (foto a sinistra; nell'immagine a destra non è più visibile.)

Caronte fu scoperto dall'astronomo statunitense James Christy il 22 giugno 1978. Questi, esaminando attentamente alcune immagini molto ingrandite di Plutone su lastre fotografiche scattate un paio di mesi prima, osservò una piccola protuberanza ai bordi del disco del corpo principale che ricorreva periodicamente. Più tardi la protuberanza fu confermata su lastre risalenti fino al 1965 (un caso di precovery). Il nuovo satellite ricevette la designazione provvisoria S/1978 P 1, secondo una convenzione allora da poco istituita.
Christy, essendo lo scopritore, aveva il diritto di assegnare un nome definitivo all'oggetto. La sua scelta ricadde sulla figura mitologica di Caronte, lo psicopompo che, nella mitologia greca, trasporta i defunti nell'Ade, regno di Plutone. In realtà, la scelta di James Christy era basata su un'originale combinazione fra l'appellativo mitologico di Caronte (in inglese "Charon") e il nome della propria moglie, Charlene, detta "Char".
Il nome fu accettato ufficialmente dall'Unione Astronomica Internazionale alla fine del 1985 e annunciato il 3 gennaio 1986. La scoperta di Caronte permise agli astronomi di calcolare più accuratamente la massa e le dimensioni di Plutone.

## Parametri orbitali

Simulazione delle orbite di Plutone e Caronte.

Caronte ruota attorno a Plutone in 6,387 giorni, un periodo identico alla rotazione di entrambi gli oggetti. Sono quindi tutti e due in rotazione sincrona e si mostrano sempre il medesimo emisfero. La loro distanza media è di circa 19.640 km.

## Formazione
Una delle ipotesi, che più comunemente vengono avanzate per spiegare la formazione di Caronte, fa risalire l'origine ad un grande impatto avvenuto circa 4,5 miliardi di anni fa, analogamente a quanto si ritiene sia avvenuto nel caso della Luna. Un oggetto della fascia di Edgeworth-Kuiper di dimensioni notevoli avrebbe colpito Plutone a una velocità elevata, disintegrandosi e al contempo scagliando in orbita la crosta e il mantello superiore del protopianeta; i detriti si sarebbero poi riassemblati a formare Caronte.
Negli ultimi tempi si è quindi pensato che Plutone e Caronte potrebbero essere stati due corpi che si sono scontrati prima di entrare in orbita l'uno con l'altro, e la collisione sarebbe stata tanto violenta da far evaporare i composti volatili come il metano (CH4), ma non abbastanza violenta per distruggere uno dei due corpi. La densità molto simile di Plutone e Caronte implica che i corpi originari al momento dell'impatto non erano completamente differenziati.

## Caratteristiche fisiche

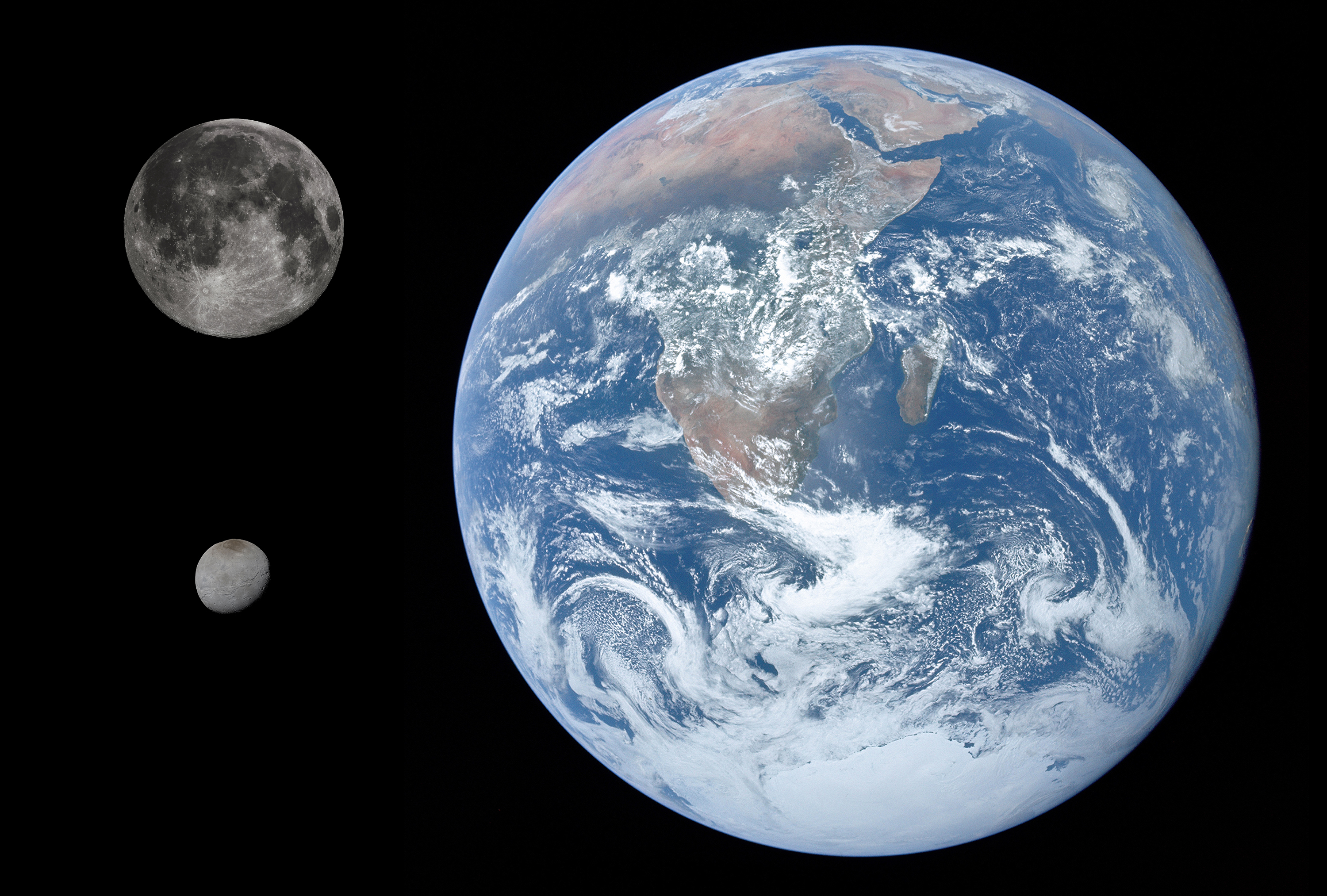
Le dimensioni di Caronte comparate con quelle della Terra e della Luna.

La scoperta di Caronte ha permesso di calcolare accuratamente la massa del sistema plutoniano e le reciproche occultazioni hanno consentito di misurare le loro dimensioni. Tuttavia solo la successiva scoperta di altri satelliti di Plutone nel 2005 ha permesso di indicare con precisione le loro masse individuali, che prima erano solo stimate. I dettagli dell'orbita dei satelliti esterni rivelano che la massa di Caronte è approssimativamente il 12% di quella di Plutone.
Il diametro di Caronte è di circa 1212 km, poco più della metà di quello di Plutone, con una superficie di 4580000 km², mentre la sua densità, di 1,702±0,06 g/cm³, è leggermente minore di quella di Plutone il che suggerisce una composizione al 55 ± 5% di roccia e al 45% di ghiaccio, mentre Plutone è probabilmente composto dal 70% di roccia. Caronte è comunque sufficientemente massivo da essere collassato in una forma sferoidale a causa della propria gravità.

### Struttura interna

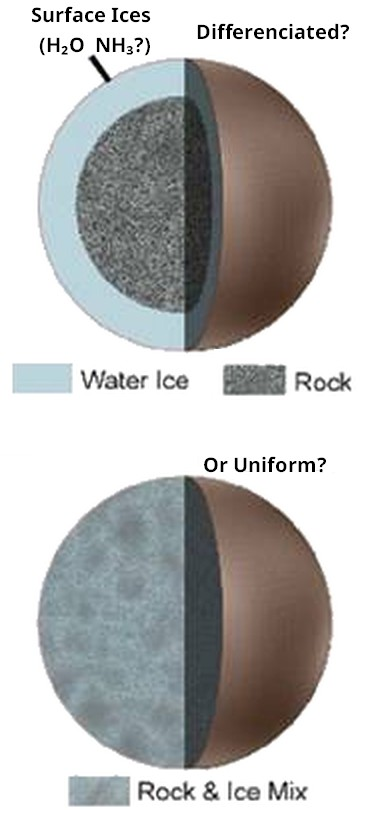
Le due differenti ipotesi sulla struttura interna di Caronte.

Prima del sorvolo della New Horizons, c'erano due teorie contrastanti sulla struttura interna di Caronte: alcuni scienziati pensavano che fosse un corpo differenziato come Plutone, con un nucleo roccioso e un mantello ghiacciato, mentre altri pensavano che fosse completamente uniforme per composizione interna. Le prove a sostegno della prima ipotesi furono trovate nel 2007, quando osservazioni effettuate dai telescopi Gemini su chiazze di idrati d'ammonio e cristalli d'acqua presenti sulla superficie fecero ipotizzare la presenza di crio-geyser o attività criovulcanica. Il fatto che il ghiaccio fosse ancora in forma cristallina suggeriva che fosse stato depositato di recente, perché altrimenti la radiazione solare lo avrebbe degradato ad uno stato amorfo in circa trentamila anni. Osservando una serie di reciproche eclissi tra Plutone e Caronte gli astronomi riuscirono ad ottenere lo spettro combinato di entrambi. Sottraendo poi lo spettro di Plutone fu possibile determinare la composizione superficiale del satellite.

### Superficie
A differenza della superficie di Plutone, che è composta da azoto e metano, la superficie di Caronte sembra essere dominata dal meno volatile ghiaccio d'acqua. Nel 2007, osservazioni dell'Osservatorio Gemini di chiazze di idrati di ammoniaca e cristalli d'acqua sulla superficie di Caronte suggerivano la presenza di crioglicani attivi e di criovulcano.

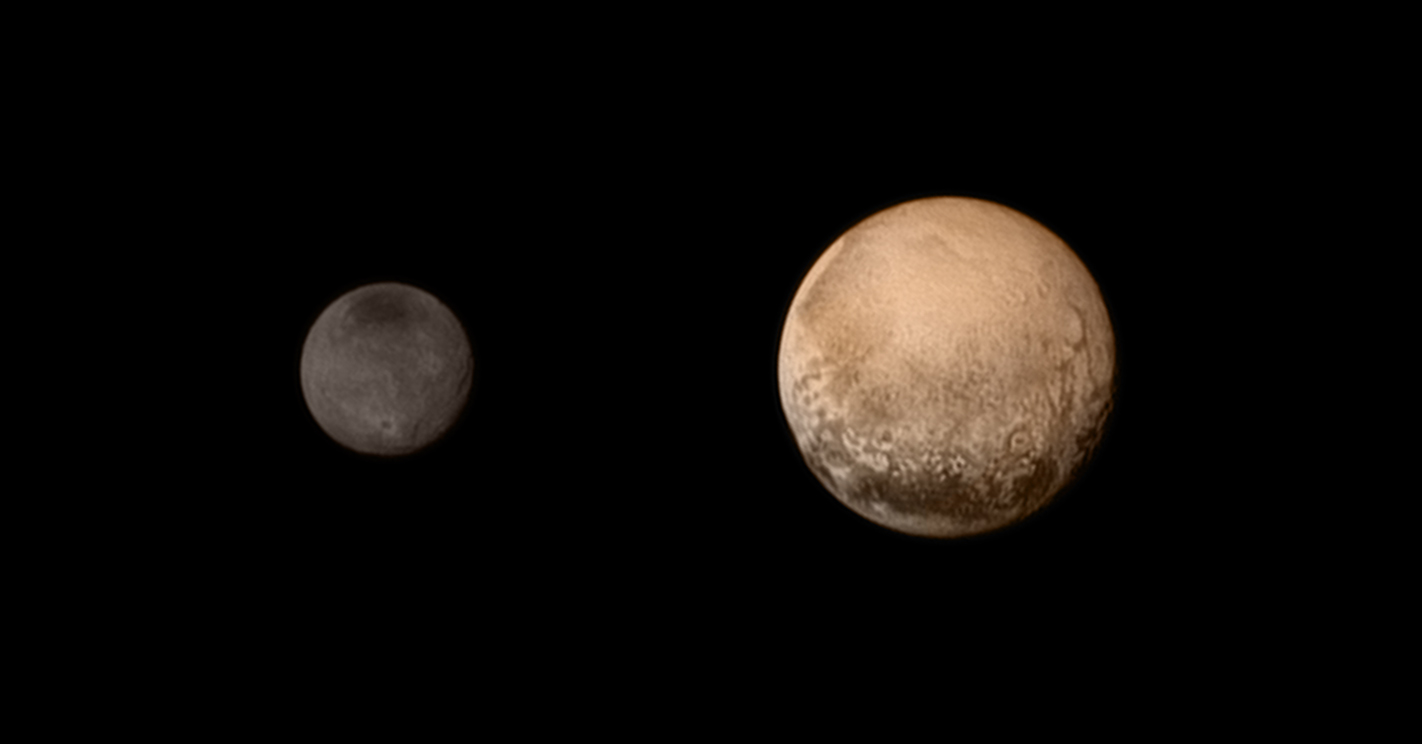
Plutone e Caronte ripresi dalla New Horizons l'11 luglio 2015

La mappatura fotometrica della superficie mostra bande equatoriali brillanti e poli più scuri. La regione polare nord è dominata da una vasta calotta oscura, chiamata "Mordor" dal gruppo della New Horizons. La spiegazione più plausibile di questo fenomeno è che questa regione si sia formata dalla condensazione di gas disperso dall'atmosfera di Plutone. In inverno, la temperatura scende a -258 °C, e questi gas, che includono azoto, monossido di carbonio e metano, si condensano nelle loro forme solide; quando questi ghiacci sono sottoposti alla radiazione solare, reagiscono chimicamente per formare varie toline rossastre. Successivamente, quando l'area viene nuovamente riscaldata dal Sole nell'estate di Caronte e la temperatura del polo sale a -213 °C, i composti volatili sublimano e sfuggono alla gravità di Caronte, lasciando come residui sulla superficie solo le toline. Nel corso di milioni di anni, le toline residue si sono accumulate in spessi strati, oscurando la crosta ghiacciata. Oltre a Mordor, New Horizons ha trovato le prove di un'attività geologica passata che suggerisce che Caronte è un corpo probabilmente differenziato; in particolare, l'emisfero meridionale ha meno crateri rispetto a quello settentrionale, il che suggerisce che sia stato rimodellato in tempi relativamente recenti, forse provocato dal congelamento parziale o totale di un oceano interno, che ha rimosso o coperto i precedenti crateri da impatto.
Nel 2018, l'Unione Astronomica Internazionale denominò un cratere su Caronte Revati, come un personaggio del poema epico induista Mahābhārata.
Caronte ha una serie di vasti graben o canyon, come Serenity Chasma, che si estendono come una cintura equatoriale per almeno 1000 km. Argo Chasma raggiunge i 9 km, con ripide scogliere che possono competere con il Verona Rupes di Miranda per il titolo di scogliera più alta del sistema solare.

#### Kubrick Mons

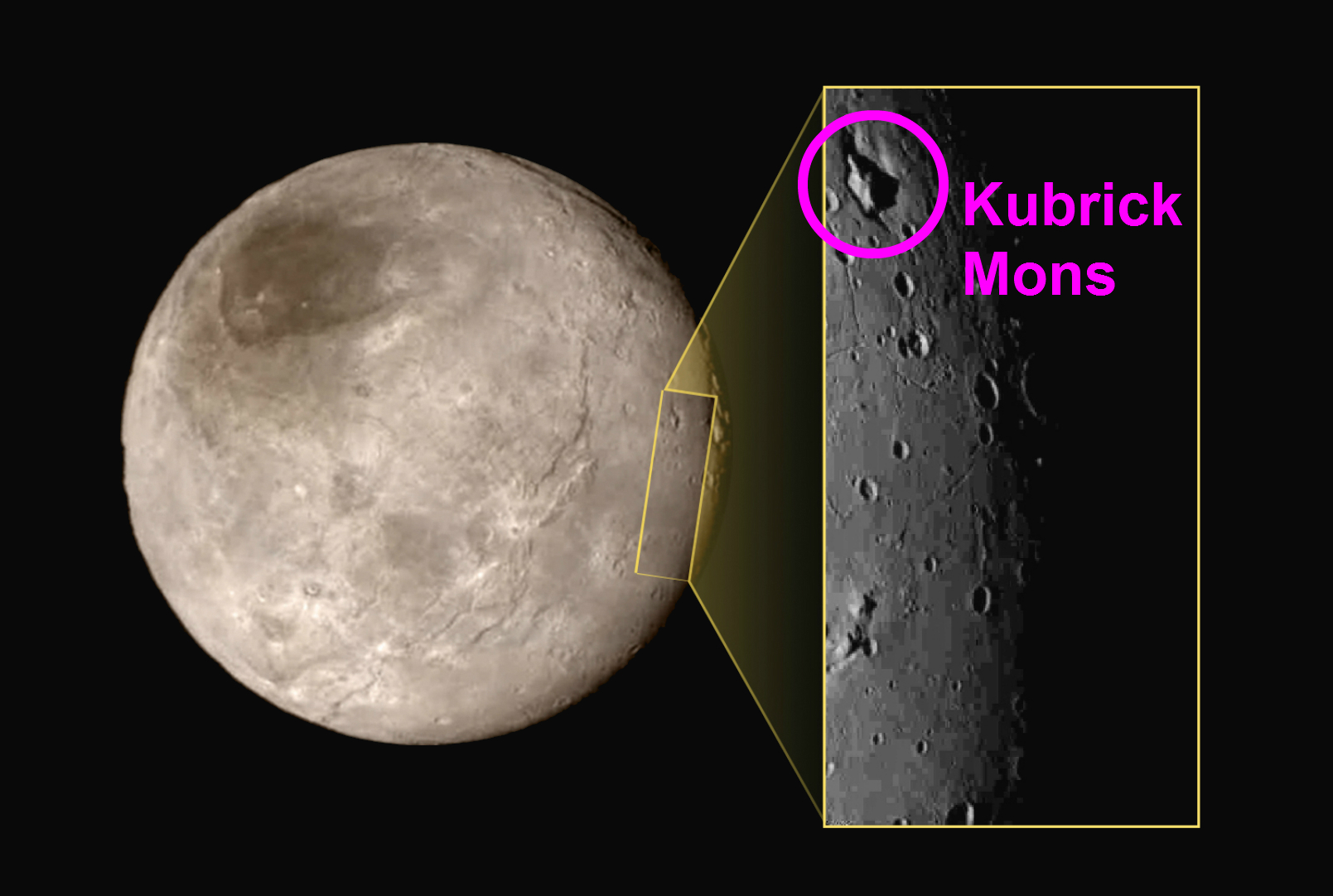
Kubrick Mons è la depressione con il picco al centro mostrato nell'immagine ingrandita

Gli scienziati della missione sono rimasti meravigliati da un'insolita caratteristica superficiale notata in una foto della New Horizons: una montagna che emerge da una depressione, caratteristica questa che ha lasciato i geologi perplessi, come dichiarato da Jeff Moore dell'Ames Research Center della NASA. New Horizons ha scattato la foto da una distanza di 79.000 km.

## Il sistema Plutone-Caronte

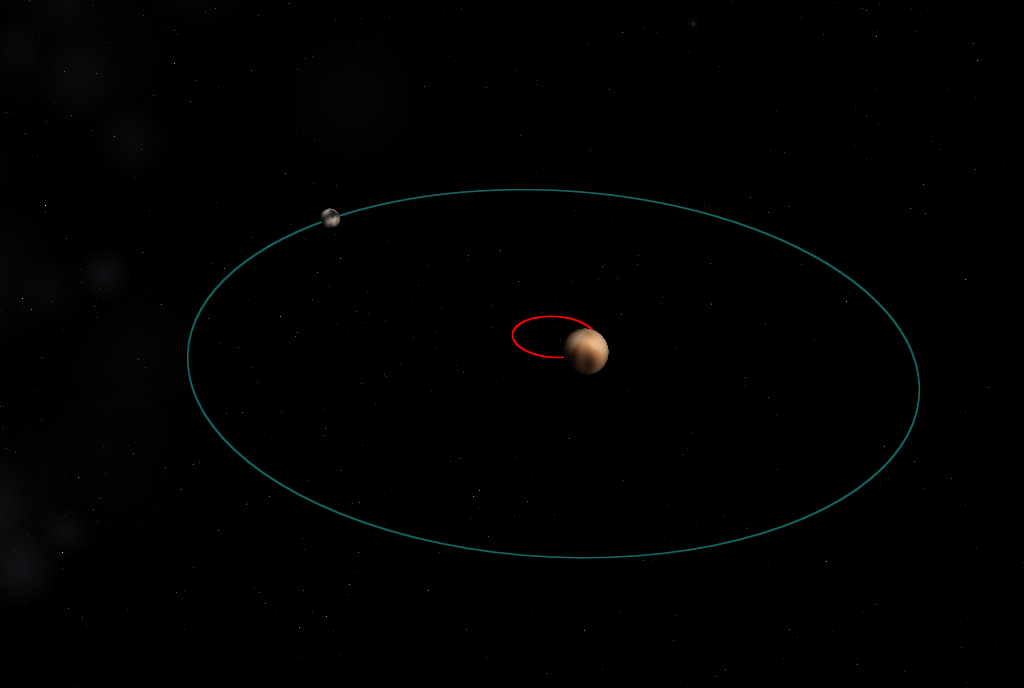
Le orbite di Plutone (in rosso) e Caronte (in verde) sono attorno a un centro di massa che non giace su Plutone.

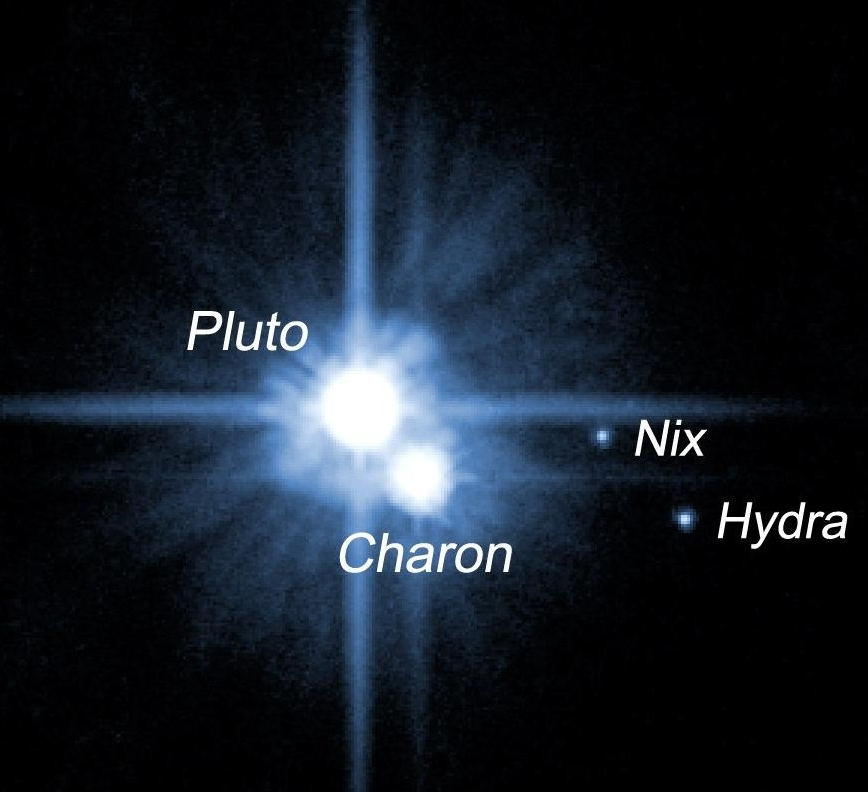
Il sistema plutoniano fotografato dal telescopio spaziale Hubble.

Fra tutti i satelliti naturali dei principali oggetti (pianeti e pianeti nani) del sistema solare, Caronte è il più grande rispetto al proprio corpo madre (il rapporto fra le masse è approssimativamente pari ad 1:9, mentre, a titolo di esempio, nel caso di Terra e Luna è prossimo ad 1:81).
Il centro di massa del sistema Plutone-Caronte si trova al di fuori di entrambi i corpi. Poiché distano fra loro meno di 20000 km, nessuno dei due è rigorosamente in orbita attorno all'altro e dato che Caronte ha una massa del 12% di quella di Plutone, era stato proposto di considerarli come un sistema binario all'epoca delle discussioni sulla definizione di pianeta. La IAU tuttavia classifica Caronte semplicemente come satellite naturale di Plutone e non lo fa comparire nella lista dei pianeti nani ufficialmente approvati. In un lontano futuro anche la nostra Luna, sotto l'effetto della sua accelerazione mareale potrebbe spostarsi abbastanza lontano dalla Terra cosicché il centro di massa del sistema non cadrebbe più sulla Terra; in questo caso anche la nostra Luna potrebbe venire riclassificata come pianeta nano.
Anche gli altri satelliti di Plutone (Stige, Notte, Cerbero e Idra) sono in orbita attorno allo stesso baricentro, ma non sono abbastanza sferici e pertanto vengono considerati univocamente come satelliti.

## Il cielo visto da Caronte
Caronte è con Plutone in rotazione sincrona, quindi i due corpi volgono lo stesso emisfero l'uno con l'altro. Dall'emisfero di Caronte rivolto verso a Plutone quest'ultimo apparirà fisso nel cielo, e data la distanza di meno di 20 000 km, quest'ultimo sarebbe imponente nel cielo di Caronte, e avrebbe le dimensioni di 6,7 gradi, vale a dire 13 volte la Luna piena vista dalla Terra, mentre nel cielo di Plutone, Caronte ha un diametro angolare 7 volte rispetto a quello della Luna vista dal nostro pianeta. Dall'altro emisfero ovviamente Plutone rimane perennemente invisibile.
Il Sole, nonostante la distanza e le dimensioni di poco più di un minuto d'arco al perielio e 40 secondi all'afelio, illuminerebbe comunque la superficie di Caronte 450 volte di più di quanto faccia la Luna piena nelle notti terrestri. Durante gli equinozi, come quello avvenuto tra il 1985 e 1990 inoltre, Plutone e Caronte eclissano il Sole ogni 3,19 giorni, che equivale alla metà del periodo di rivoluzione dei due corpi attorno al comune centro di massa.